# Вестовер (Западна Вирџинија)
Вестовер (енгл. Westover) град је у америчкој савезној држави Западна Вирџинија.

## Демографија
По попису из 2010. године број становника је 3.983, што је 42 (1,1%) становника више него 2000. године.
| Група             | 2000.         | 2010.         |
| Белци             | 3.681 (93,4%) | 3.581 (89,9%) |
| Афроамериканци    | 137 (3,5%)    | 195 (4,9%)    |
| Азијати           | 29 (0,7%)     | 43 (1,1%)     |
| Хиспаноамериканци | 18 (0,5%)     | 69 (1,7%)     |
| Укупно            | 3.941         | 3.983         |